# Mirto (esposa de Sócrates)

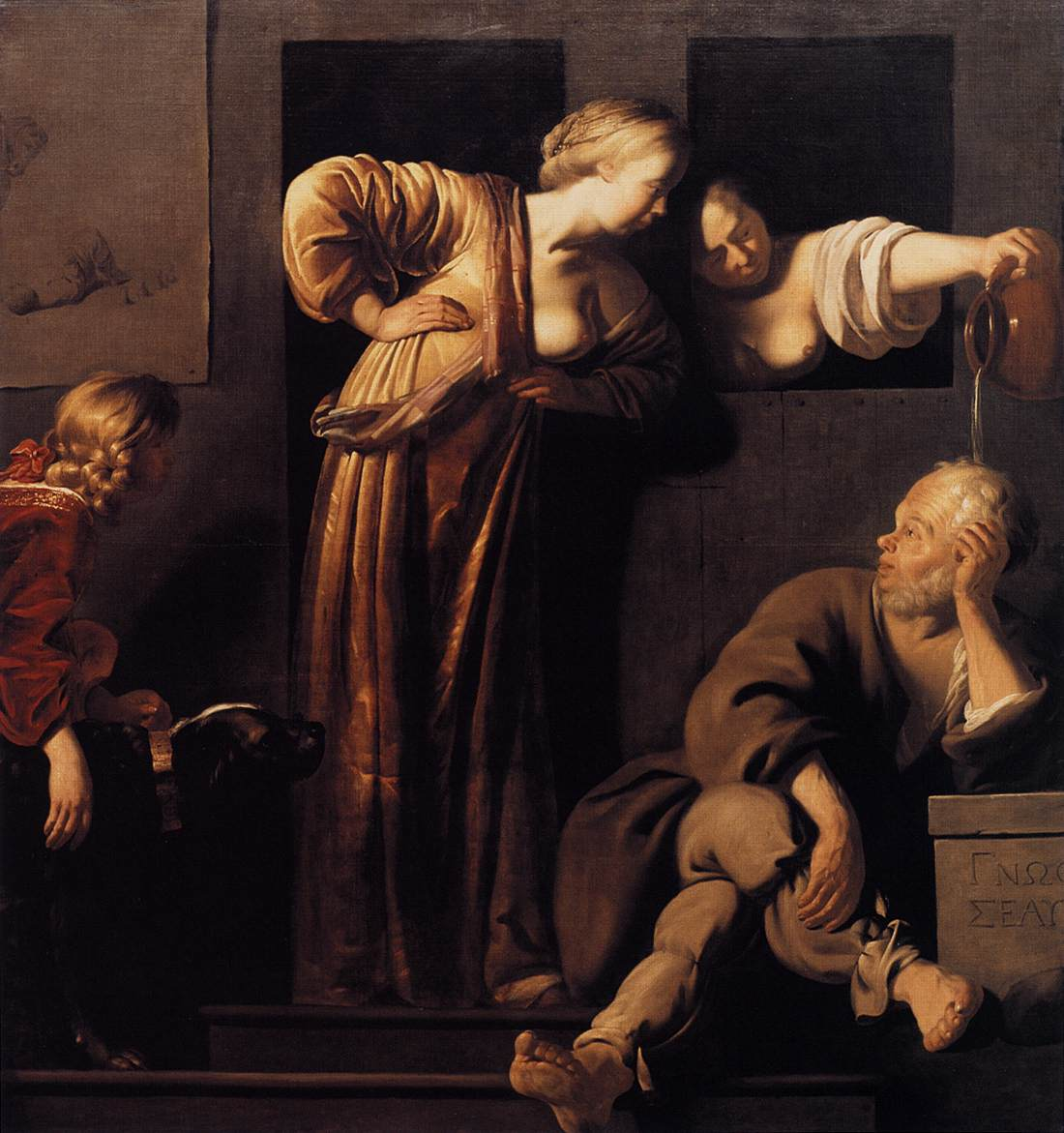
Sócrates y sus dos esposas. Pintura por Reyer van Blommendael

Mirto ( /ˈmɜrtoʊ/; en griego: Μυρτώ; fl. siglo V a. C.) fue, según algunas fuentes, una de las esposas de Sócrates.
La fuente original que lo declara es una obra de Aristóteles llamada Acerca de un buen nacimiento, si bien Plutarco expresa su duda acerca de la autenticidad del trabajo. Ella parece ser la hija o, aún más probablemente, nieta de Aristides.
Aunque Diogenes Laercio describe a Mirto como la segunda esposa de Sócrates viviendo junto a Xantipa, Mirto fue presumiblemente un matrimonio de derecho consuetudinario, y Plutarco describe a Mirto simplemente como conviviente "junto con el sabio Sócrates, quién tenía otra mujer, si bien a esta la tomó como segunda esposa debido a su viudez y su pobreza, que le impedían satisfacer las necesidades básicas de la vida." Ateneo y Diógenes Laercio dijeron que Jerónimo de Rodas intentaron confirmar la historia centrándose en un decreto temporal que los atenienses aprobaron:

Pues dicen que, como los atenienses escaseaban de hombres y deseaban incrementar la población, aprobaron un decreto en el que un ciudadano podía casarse con una mujer ateniense y tener hijos con otra; y lo que Sócrates en consecuencia hizo.
Diógenes Laercio, ii. 26

Ni Platón ni Jenofonte mencionan a Mirto y nadie en la Edad Antigua creía en la historia; de acuerdo a Ateneo, Panecio de Rodas "refutaba a quienes hablasen acerca de las dos esposas de Sócrates."